# ريوسكي هاياشيتا
ريوسكي هاياشيتا (باليابانية: 林田 隆介) (مواليد 11 مارس 1999)، هو لاعب كرة قدم كان يلعب كلاعب وسط.

## وصلات خارجية
- ريوسكي هاياشيتا على موقع رابطة كرة القدم اليابانية للمحترفين (اليابانية)
- ريوسكي هاياشيتا على موقع Soccerway.com (الإنجليزية)
- ريوسكي هاياشيتا على موقع عالم كرة القدم.نت (الإنجليزية)